# I don't want to see you again
I don’t want to see you again is een single van Peter & Gordon. Het is afkomstig van hun album In touch with Peter & Gordon. Het was de derde achtereenvolgende single waarbij Peter Asher en Gordon Waller een liedje zongen van John Lennon en Paul McCartney. Het plaatje werd alleen een hit in de Verenigde Staten met een zestiende plaats als hoogste notering in negen weken Billboard Hot 100.
Het was ook de derde single waarbij de B-kant geschreven werd door Peter & Gordon zelf. Het liedje kwam niet voor op een album destijds. Pas veel later in 1967 was het te beluisteren op Knight in rusty armour.
In 1971 is het nummer samen met achttien andere liedjes die Lennon en McCartney hadden geschreven, maar niet zelf uitgebracht, opgenomen op een album The Songs Lennon and McCartney Gave Away.